# 케우루

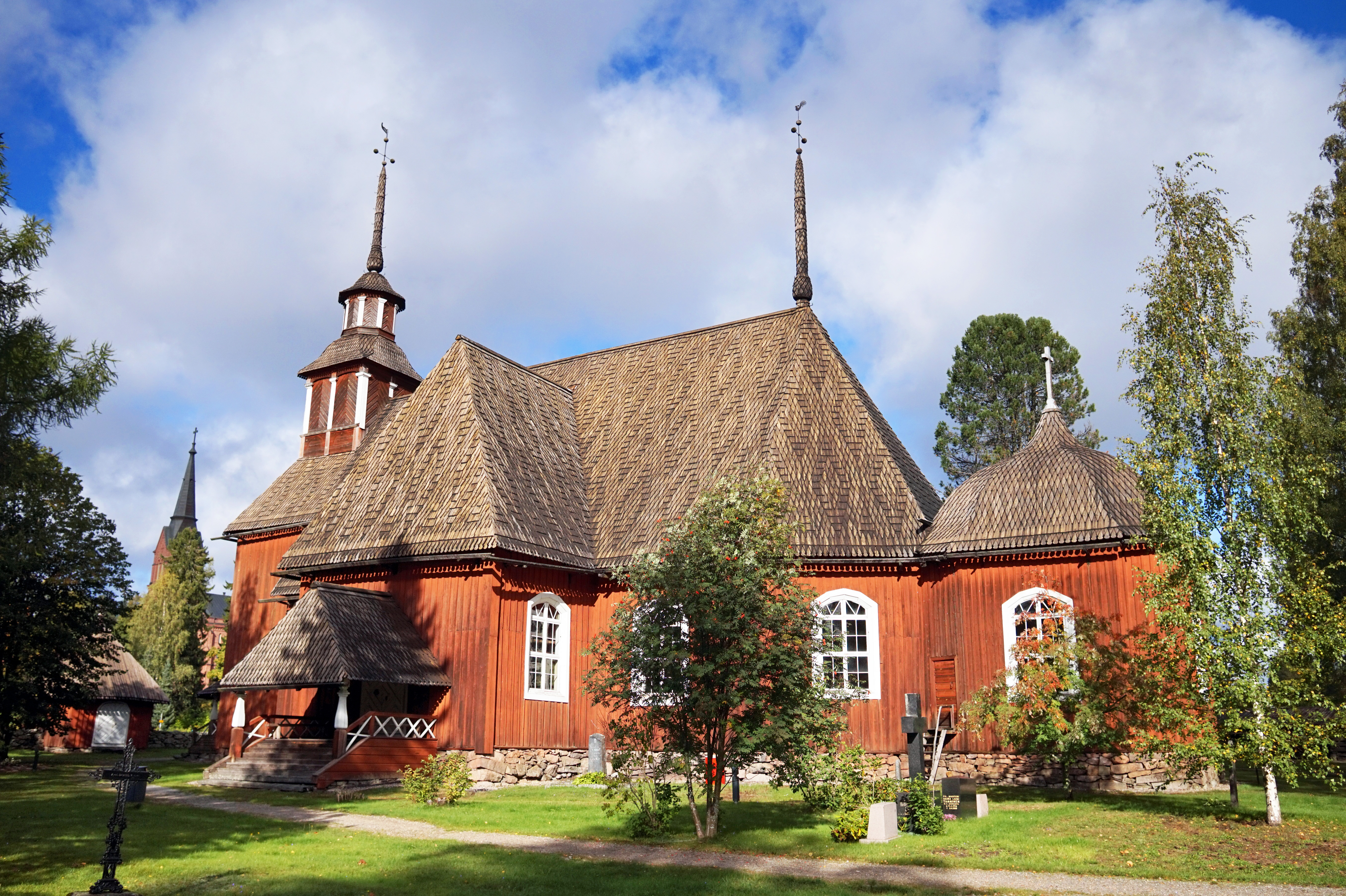
옛 케우루 교회

케우루의 위치

케우루(핀란드어: Keuruu, 스웨덴어: Keuru)는 핀란드 중앙수오미 지역에 위치한 도시로 면적은 1,430.57km2, 인구는 10,087명(2016년 기준), 인구 밀도는 8.02명/km2이다.

시 문장